# Iulus leprieuri
Iulus leprieuri är en mångfotingart som beskrevs av Lucas 1849. Iulus leprieuri ingår i släktet Iulus och familjen kejsardubbelfotingar. Inga underarter finns listade i Catalogue of Life.